# Lotta rivoluzionaria
Lotta rivoluzionaria (greco: Επαναστατικός Αγώνας, Epanastatikòs Agónas) è un'organizzazione paramilitare, terroristica della sinistra radicale greca, conosciuta nella penisola per attentati dinamitardi verso edifici bancari, governativi e ambasciate statunitensi in territorio greco. L'Unione europea l'ha inserita nell'elenco delle organizzazioni terroristiche il 29 giugno 2007, a seguito di nuovi attentati dinamitardi.

## Nascita
Il gruppo nasce nel 2003 come risposta allo scioglimento forzato attuato dal governo greco verso l'organizzazione terroristica di ideologia marxista Organizzazione 17 novembre.
Nei primi anni dalla fondazione si registrano i primi casi di attacchi dinamitardi ad Atene, verso tribunali, corti d'appello, palazzo del ministero del lavoro e autobus della polizia.

## Ideologia
Secondo fondatori e dirigenti, Lotta rivoluzionaria si ispira ai principi della sinistra radicale marxista, sentimento antiamericano e antiglobalizzazione. In realtà poi facendo riferimento sia alle dichiarazioni dei suoi militanti sia agli stessi scritti dell'organizzazione non è dato sapere se si tratti di un gruppo armato rivoluzionario comunista (come era 17 novembre) o un'organizzazione insurrezionalista dell'area anarchica.

## Attacchi terroristici

### Attentato del 12 gennaio 2007
Attentato del 12 gennaio 2007 è il nome con cui le autorità e mass media greche sono soliti definire il lancio di missili con RPG contro l'ambasciata statunitense ad Atene. L'attacco non causò notevoli danni a parte la rottura di alcune vetrate e finestre, fu rivendicato il 25 gennaio da Lotta Rivoluzionaria attraverso volantinaggio e spargivoce locale.

### Attentati del 3 luglio 2009
Una serie di attacchi dinamitardi sono stati sferrati ad Atene la mattinata del 3 luglio 2009. Gli obiettivi dell'azione terroristica, che sarà in seguito rivendicata da Lotta rivoluzionaria e dal gruppo Setta dei rivoluzionari, sono stati un McDonald's del centro cittadino e l'automobile del presidente del Consiglio di Stato, la più alta carica del tribunale amministrativo greco. Gli attentati non hanno avuto, tuttavia, conseguenze gravissime: sono stati danneggiati e incendiati alcuni edifici ma non ci sono state vittime.